# 高洛斯高華列夫卡足球會
高洛斯高華列夫卡足球會（烏克蘭語：Футбольний клуб «Колос» Ковалівка）是一家位於烏克蘭基輔州白采爾克瓦區科瓦利夫卡村的職業足球隊，於2012年成立，高洛斯高華列夫卡現時參加烏克蘭超級聯賽。高洛斯高華列夫卡於2014年至2019年完成五年內升上四個級別聯賽的里程碑。球會以二戰後存在的烏克蘭體育社團科洛斯命名。

## 外部鏈接
- 官方网站 （乌克兰語） （英文）
- Kolos Kovalivka at the Professional Football League of Ukraine